# الأرشيدوقة صوفي من النمسا
الأرشيدوقة صوفي من النمسا (بالألمانية: Sophie Friederike von Österreich)‏ (و. 1855 – 1857 م) هي أرستقراطية نمساوية، ولدت في فيينا، توفيت في بودا، عن عمر يناهز 2 عاماً، بسبب حمى نمشية.

## معرض صور

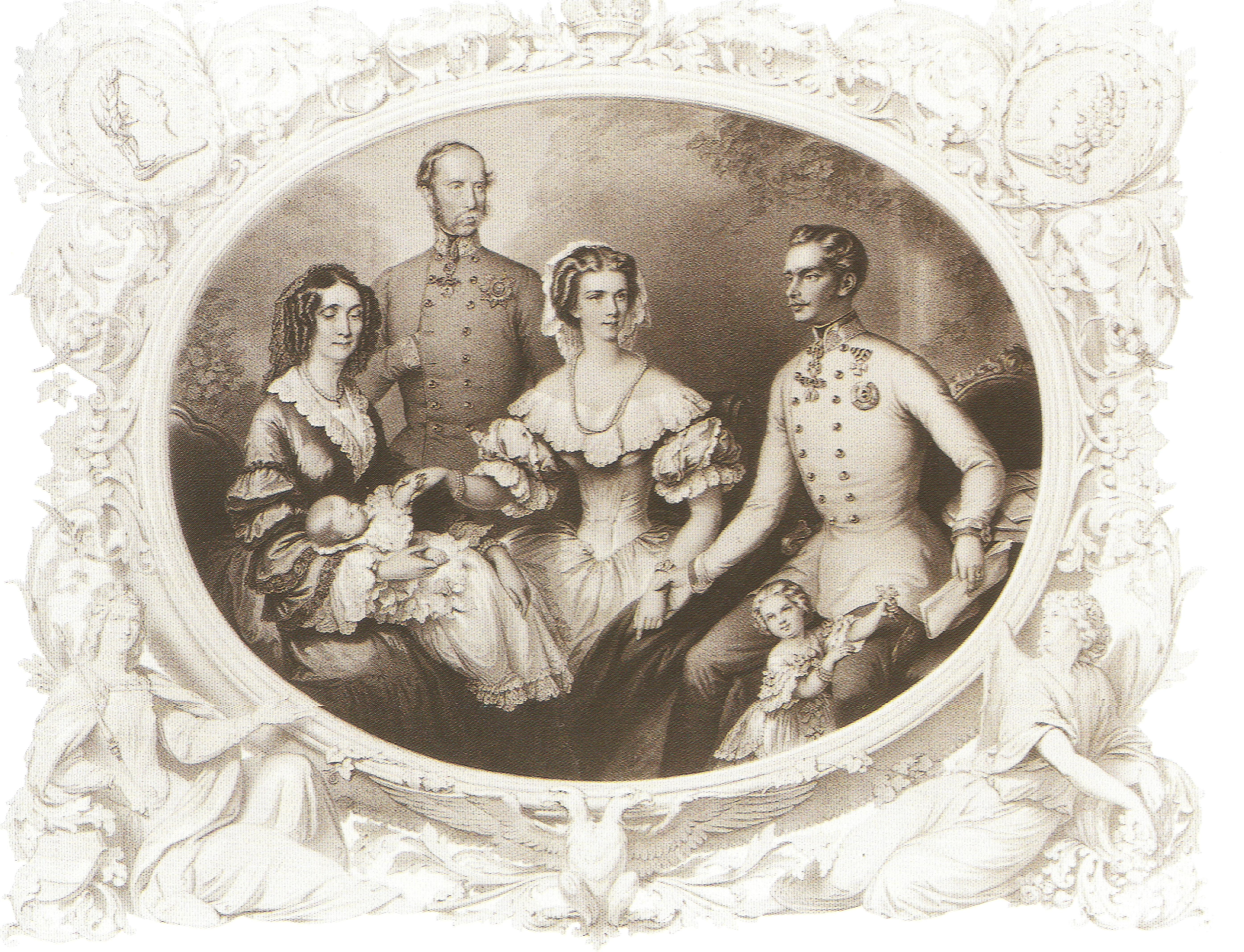
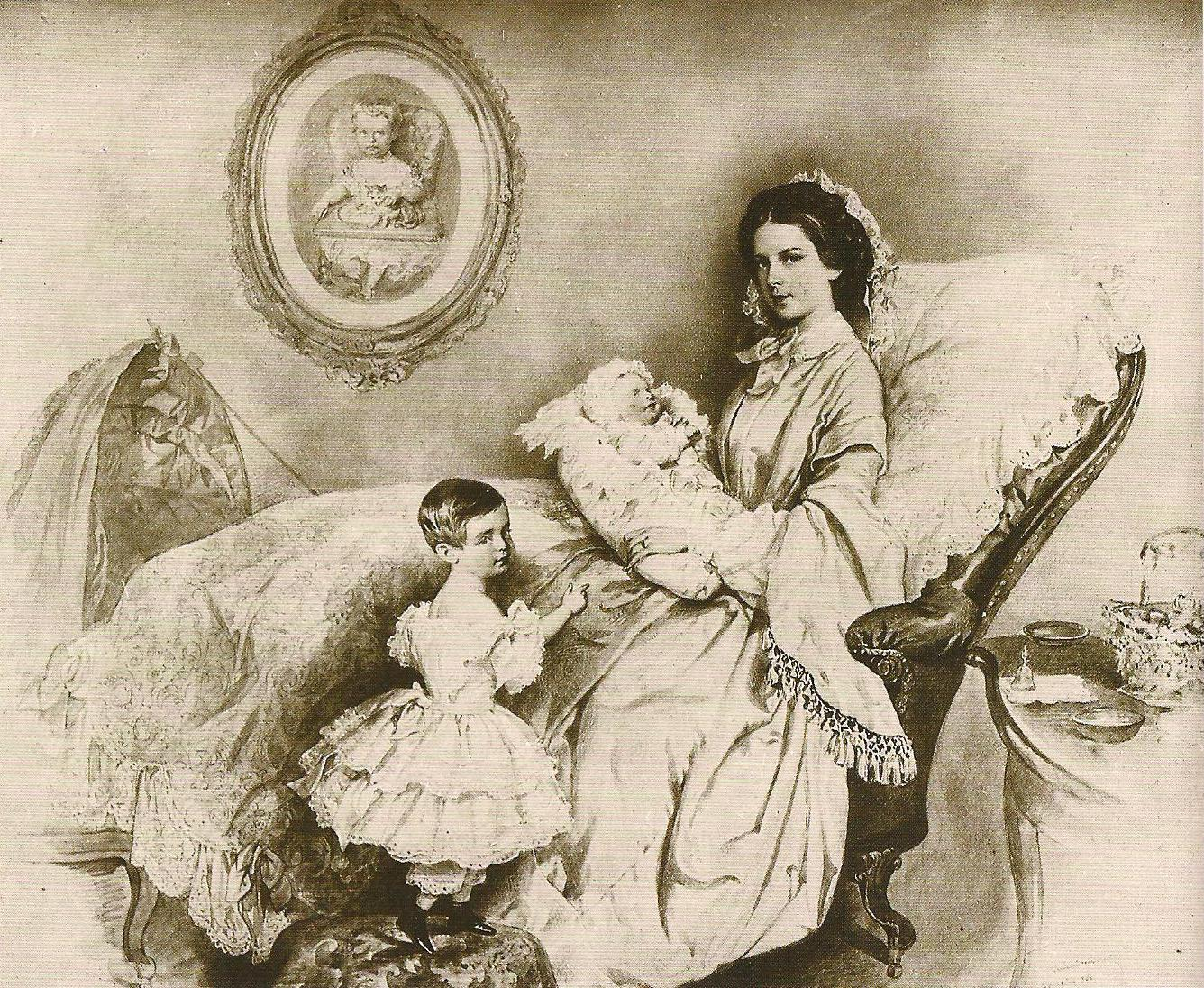
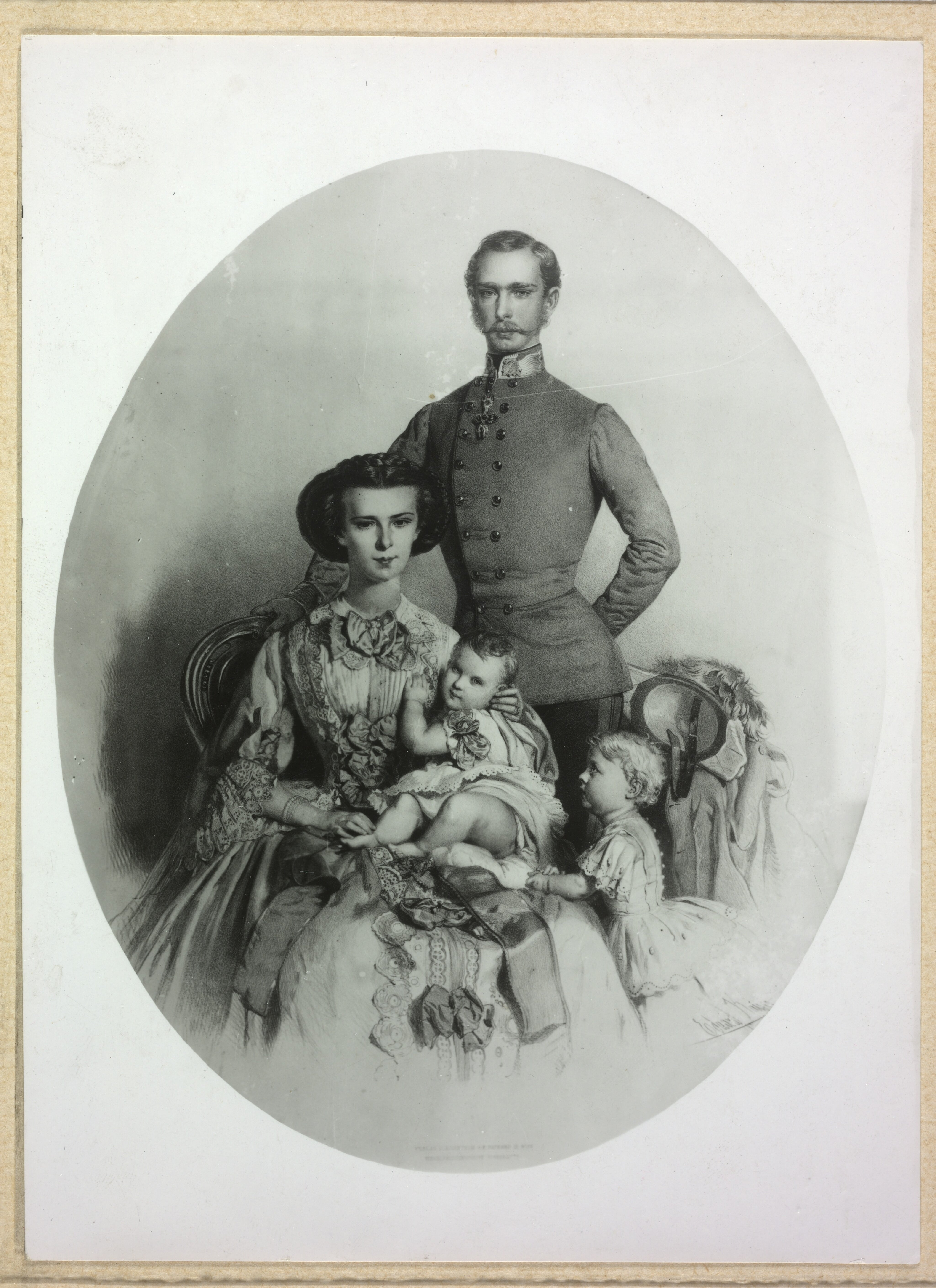
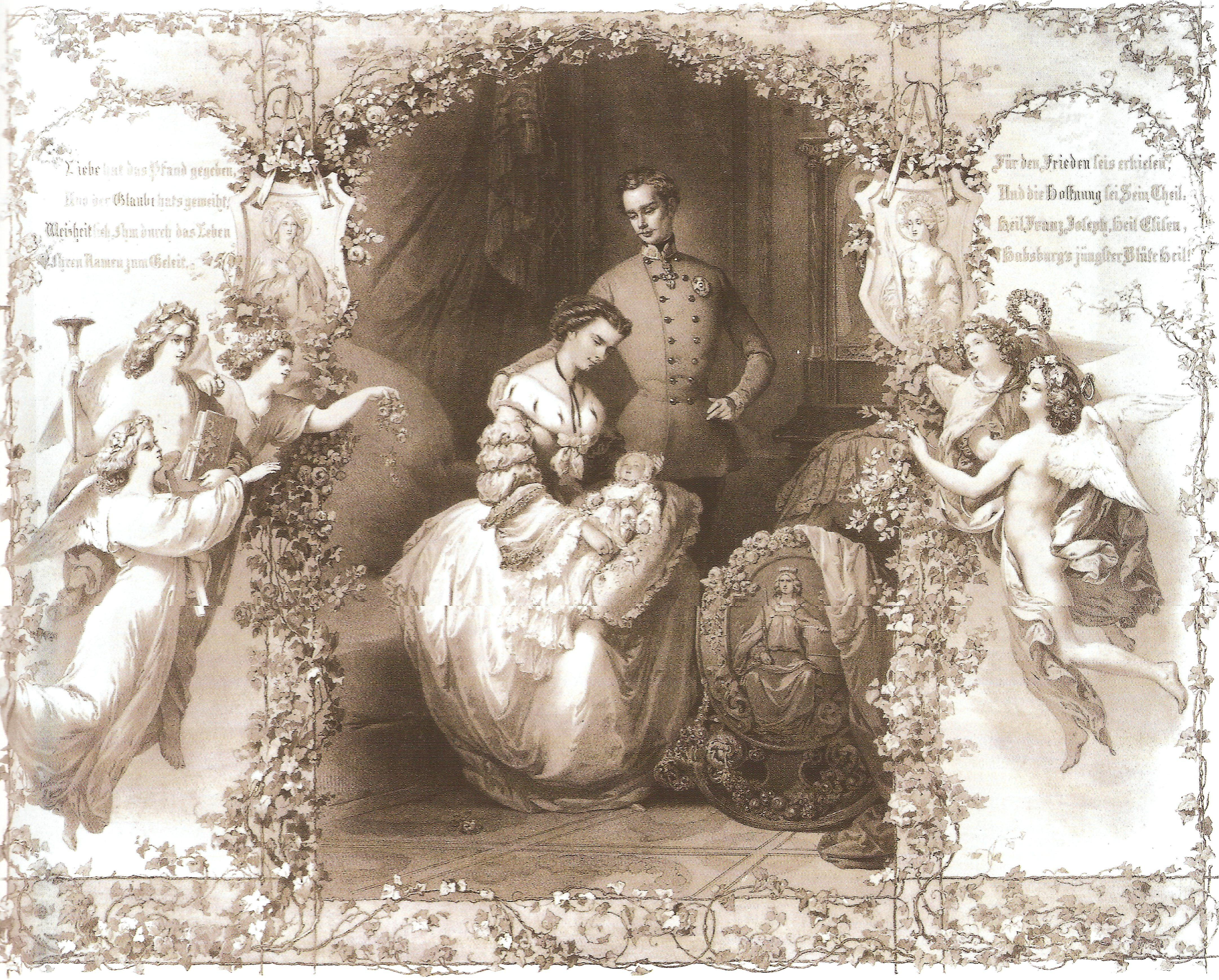